# Alice Rohrwacher
Alice Rohrwacher (Fiesole, 29 december 1981) is een Italiaanse filmregisseuse en scenarioschrijfster.

## Biografie
Alice Rohrwacher werd in 1981 geboren in Fiesole in Toscane als dochter van een Italiaanse moeder en een Duitse vader. Ze bracht haar jeugd door in Castel Giorgio, de geboorteplaats van haar moeder, waar haar vader Reinhard zijn brood verdiende als imker. Ze is de jongere zus van de actrice Alba Rohrwacher. Rohrwacher studeerde literatuur en filosofie aan de universiteit van Turijn en specialiseerde zich daarna als scenarioschrijfster in de Holdenschool in Turijn.
Haar eerste ervaring met film deed ze op in 2006 toen ze een deel regisseerde van de documentaire Checosamanca. Haar eerste langspeelfilm Corpo celeste werd in 2011 geselecteerd voor de Quinzaine des réalisateurs op het Filmfestival van Cannes en genomineerd voor de Caméra d'or. Haar tweede film Le meraviglie deed mee aan de competitie op het filmfestival van Cannes in 2014 en won de Grand Prix.

## Filmografie
- 2011: Corpo celeste
- 2014: Le meraviglie
- 2015: De Djess (korte film)
- 2018: Lazzaro Felice
- 2022: Le pupille (korte film)
- 2023: La chimera

## Prijzen & nominaties
Bron:
De belangrijkste:
| Jaar | Prijs                    | Categorie                  | Genomineerde(n) | Uitslag     |
| ---- | ------------------------ | -------------------------- | --------------- | ----------- |
| 2011 | Filmfestival van Cannes  | Caméra d'or                | Corpo celeste   | Genomineerd |
| 2011 | Premi David di Donatello | Beste beginnende regisseur | Corpo celeste   | Genomineerd |
| 2011 | Nastro d'Argento         | Beste beginnende regisseur | Corpo celeste   | Gewonnen    |
| 2014 | Filmfestival van Cannes  | Grand Prix                 | Le meraviglie   | Gewonnen    |
| 2014 | Nastro d'argento         | Beste regisseur            | Le meraviglie   | Genomineerd |
| 2014 | Nastro d'argento         | Beste scenario             | Le meraviglie   | Genomineerd |